# Patrick Mahé
Pour les articles homonymes, voir Mahé.
Ne doit pas être confondu avec Patrick Mahéo.
Patrick Mahé O'Chinal, né le 13 mai 1947 à Vannes, est un journaliste et écrivain français et conseiller municipal de Vannes.

## Biographie

### Famille
Ses grands-parents sont nés à Lorient et à Vannes et ses origines sont irlandaises. Il a deux enfants d'un premier mariage avec Françoise Cocault, dite Françoise Lemoine : Gaël et Jildaz (proche du FN et ancien du GUD). Il a épousé le 13 octobre 1999 Michèle Annick Gerriet, directrice d'agence de relations publiques. Il est beau-père de trois enfants[réf. nécessaire].

### Formation
Patrick Mahé suit ses études à Nantes à la faculté de droit puis à l’université internationale Menéndez Pelayo en Espagne où il obtient un certificat d’aptitude et de maîtrise en langue espagnole. Il fait son service militaire au Centre d'instruction du train no 151 et au 1er régiment du train, de mai 1968 à la fin 1969.

### Carrière
Rédacteur à Télé Magazine et reporter à But de 1970 à 1972, puis reporter au service d'informations générales à France-Soir, de 1977 à 1981, il est grand reporter et chef adjoint du service des sports au Figaro. En 1981, il est recruté par Roger Thérond, directeur général de Paris Match où il devient chef des services de rédaction (jusqu'en 1984), rédacteur en chef adjoint (jusqu'en 1990), puis rédacteur en chef (jusqu'en 1996). Il interviewe Valéry Giscard d'Estaing dans Paris Match pour la sortie de ses Carnets du monde. Il a contribué à publier les photos de Mazarine Pingeot, en 1994, la fille cachée de François Mitterrand, accueille Raoni à Roissy la première fois qu'il quitte l'Amazonie et correspond avec Jacques Mesrine depuis sa cellule. Agent littéraire de Brigitte Bardot, en 1995-1996, lors de la publication de ses mémoires, « Initiales BB », aux Editions Grasset. Il est ensuite nommé directeur de la rédaction de Télé 7 Jours, jusqu'en 2006 où il quitte le groupe Hachette Filipacchi Médias dont il était membre du comité éditorial et stratégique.
Fondateur et directeur du mensuel de tourisme Bon Voyage, directeur de la rédaction du mensuel Première en remplacement d'Alain Kruger au lendemain du 11 septembre 2001 par Anne-Marie Couderc, directeur littéraire des éditions Filipacchi, créateur et directeur des éditions Lincoln (groupe Filipacchi), il crée le Salon du livre en Bretagne dans les jardins des remparts de Vannes où l'on croise depuis 2007 des plumes contemporaines (Yann Queffélec, Irène Frain, Gilles Servat, Hervé Jaouen, Philippe Le Guillou, Alexandra Lapierre, Tatiana de Rosnay, Mona Ozouf, bien d’autres depuis lors). Ce Salon est placé sous une présidence d’honneur : l’Académicien Jean-Christophe Rufin, Didier Decoin, Jean Teulé, Michel Bussi. Pour cause de « Covid » le Salon 2020 a été reporté, Michel Bussi étant pressenti pour demeurer président d’honneur en 2021. Le Salon du Livre en Bretagne est devenu « Livr’à Vannes / Levr e Breizh » en 2016. En 2006, il travaille aux éditions Hoëbeke, Patrick Mahé initie une collection de portraits de saints tels que saint Patrick (publié en 2008). En juin 2008, il rejoint les éditions du Rocher dont il devient directeur général en décembre 2009. Depuis 2011, il est directeur de collection aux éditions Le Cherche midi (documents) où il publie « 100 jours avec Elvis » et aux éditions du Chêne (beaux-livres). Il y publie un album « Titanic » (2012) avec Corrado Ferruli et de nombreux ouvrages  d’art de vivre.
En 2017, Il devient rédacteur en chef des hors-séries de Paris Match.
En octobre 2021, il est nommé à la direction du magazine Paris Match, succédant à Hervé Gattegno. Cette décision suscite la controverse, plusieurs cadres de Vivendi y voyant l'influence de Vincent Bolloré, voire une tentative de sa part d'influencer la ligne éditoriale du magazine.

### Engagement

#### Politique
Dans sa jeunesse, il milite au sein de la Fédération des étudiants nationalistes et du mouvement Occident, puis fait partie du bureau politique de Pour une Jeune Europe, mouvement d'inspiration nationaliste révolutionnaire issu d'une rupture avec Ordre nouveau. Il cultive également un intérêt pour le nationalisme breton,,. Mahé s'éloigne ensuite de ces organisations pour se rapprocher de la droite classique.
Le 20 mai 2011, il devient conseiller municipal de Vannes à la suite de la démission de François Goulard. En 2014, il est élu sur la liste UMP menée par David Robo et devient conseiller municipal délégué à la culture, à la langue bretonne et aux relations internationales. Il reste attaché à la politique locale, loin de toute influence extérieure. À ce titre, il est chargé des jumelages et du rayonnement de la ville de Vannes.

#### Associatif
- 1997 à 1999: Vice-président de la cérémonie des 7 d'or (président depuis 2000)
- 2000: Vice-président de la Rainforest Foundation aux côtés de Jean-Pierre Dutilleux
- 2002-2004: Président de l’Association Internationale des Magazines de Télévision (ITMA).
- 2019: Président des Fêtes d'Arvor[10].
- Membre du Prix du Livre de Voyage, de l’association des « Plus belles baies du monde » où il représente la ville de Vannes et le Golfe du Morbihan.
- Membre de l'Institut culturel de Bretagne (Skol Uhel ar Vro)
- Membre de l’Association des Amis de Mahé de La Bourdonnais

## Ouvrages
- Les Français tels qu'ils sont, Fayard, 1976
- Allez les Verts !, Denoël, 1977
- Le Mémorial de notre Temps, Filipacchi 1981
- Piaf-Cerdan, un hymne à l'amour, Robert Laffont, 1983Écrit avec Dominique Grimault. Réédité en 2006
- Platini, ma vie comme un match, Broché, 1987
- Raoni, le tour du monde d'un indien, Éditions n°1, 1989
- Reportages, les années Keystone, 5 tomes en 1989-1990
- Las Vegas, Enquête, 1990
- Memphis Blues, Albin Michel, 1994
- Johnny de A à Z, Albin Michel, 1995
- Cantona au bûcher, Ramsay, 1995
- La magie du Whisky, Le Chêne, 1997
- Écosse, carnet de bord d'un pêcheur d'images, Le Chêne, 1998
- Irlande, carnet de bord d'un pêcheur d'images, Le Chêne, 2000
- Sur la route d'Elvis, Grasset, 2002
- Pondichery, Le Chêne, 2003
- Whisky, la légende, Michel Lafon, 2004
- La télévision autrefois, Hoebeke, 2005
- Mer Bretagne, Mor Breizh, Éditions Michel Lafon, 2005
- Les Amours d'Elvis, Éditions du Rocher, 2007
- Mer celtique - photos Plisson, Éditions Michel Lafon, 2007
- Tabarly par Marie Tabarly, sa fille, Éditions Michel Lafon, 2007Écrit avec Patrick Mahé.
- 68, nos années choc, Plon, 2008, 2017
- Saint Patrick, Éditions Hoëbeke, 2008
- Mor Bihan, photos Plisson, Éditions Pëcheur d'images, 2008
- Les Dossiers secrets de Paris Match, Éditions Robert Laffont, 2009 Un livre de 500 pages, riche de 60 histoires sélectionnées par les auteurs.
- Rock Made In France, éditions du Chêne, 2010
- La France vue de la mer - Six tomes, avec le photographe Philip Plisson, avec Arnaud Guérin, Éditions du Chêne, 2011
- Culture Whisky, 2012 et 2013
- Titanic, éditions du Chêne, 2012
- Les Oies sauvages meurent à Mexico, 2012, traduit en espagnol par l'Université de Sinaola, au Mexique
- Le Morbihan, la petite mer à tire-d’aile, 2013
- Edith Piaf, un chant d'amour, Éditions Hoëbeke, 2013
- Adriana Karembeu : Je viens d'un pays qui n'existe plus, éditions du Seuil, 2014
- Les Héros du photojournalisme, éditions du Chêne, 2014
- Culture Champagne, éditions du Chêne, 2014
- Culture Whisky, éditions du Chêne, 2015
- Balades en Écosse & en Irlande, Coop Breizh, 2015
- Les Archives de la Télévision, éditions du Chêne, 2015
- Morbihan, éditions du Chêne, 2016
- Culture Rhum, éditions du Chêne, 2017
- 100 Jours avec Elvis, Le Cherche-Midi, 2017
- Johnny Hallyday Ni Dieu ni Diable, éditions Robert Laffont, 2018
- Elvis Ombre et lumière (BD avec Kent), éditions Delcourt, 2019
- Johnny : Rallumer le feu, éditions Seuil, 2019
- Whisky Collector, éditions Gründ, 2020

## Décorations
- Chevalier de l'ordre national du Mérite Il est fait chevalier le 15 novembre 2018[11].

### Documentation
- Frédérique Pelletier, « Elvis, ombre et lumières : la voix du rock », dBD, no 137,‎ octobre 2019, p. 87.